# Balthazar Huydecoper
Balthazar Huydecoper (Amsterdam, 10 avril 1695 - Amsterdam, 23 septembre 1778) est un écrivain, historien et linguiste néerlandais.

## Biographie
Sa famille, citée dans le Nederland's Patriciaat, est une famille patricienne d'Amsterdam. Balthazar grandit dans un milieu artistique. Son père, Johannes Huydecoper (1656-1703), entretenait des relations avec Lucas Rotgans, Pieter Bernagie, Petrus Francius, Govert Bidloo, Hermanus Angelkot, Romeyn de Hooghe et Johannes Georgius Graevius. Huydecoper reçut des leçons de David van Hoogstraten, un important linguiste, en tant qu'élève de l'école latine. Par après, il poursuivit son instruction à l'Athenaeum Illustre à Amsterdam. En 1713, il devint étudiant en droit à l'université d'Utrecht.
Après ses études, il devint en 1723 régent d'un orphelinat et il était responsable du Théâtre d'Amsterdam. Mécontent du cours des affaires dans le théâtre, il se désaffilia de la régence en 1732. Cette même année il fut désigné écoutète et surintendant des digues de Texel et bailli d'Eierland. Il exerça cette fonction jusqu'en 1769.
En 1740, Balthazar Huydecoper devint un des trois tuteurs du fils de son frère Adriaan (1693-1740), Jan Pieter Theodoor Huydecoper  (1728-1767). En 1745, Balthazar poursuivit dans un procès son cousin  Joan Huydecoper (1693-1752) au nom de l'héritier de son père de la transmission des biens Maarsseveen et de la maison Goudestein en 1704 à la branche cadette de la famille. Balthazar proposa que ceux-ci revinrent à la branche aînée du père de Balthazar, Johannes et par héritage par son fils aîné, Adriaan, à Jan Pieter Theodoor Huydecoper. En 1751, la cour de Hollande décida que Balthazar avait raison mais son cousin contredit ce jugement. Après la mort de celui-ci en 1752, il conclut accord avec sa femme devenue veuve où la réclamation des biens de Maarsseveen fut annulée en échange d'une compensation de 38 000 florins pour la branche aînée des Huydecoper (dans laquelle il y avait Balthazar et Jan Pieter Theodoor. Cet accord fut validé par le grand conseil pendant l'été de 1753.
Balthazar ne se maria jamais et mourut le 23 septembre 1778. Six jours après sa mort, il fut enterré dans la Nouvelle église d'Amsterdam.

## Travaux
Huydecoper écrivit quatre tragédies franco-classiques dont la tragédie Achilles (1719). À côté de cela, il traduisit des textes de Horace (1726, 1737) et publia les lettres de Pieter Corneliszoon Hooft (1738). Il gagna sa réputation en écrivant en 1730 Proeve van Taal- en Dichtkunde (essai de la langue et de la poésie) ou In vrijmoedige aanmerkingen op Vondels vertaalde Herscheppingen van Ovidius  (Critiques franches sur les métamorphoses d'Ovide traduites par Vondel). Après sa mort, deux premiers tirages furent édités en quatre parties : les deux premiers par Frans ven Lelyveld et les deux dernières par Nicolaas Hinlópen. Huydecoper édita aussi Rijmkroniek (chronique des rimes) van Melis Stoke.
- De triompheerende standvastigheid of verijdelde wraakzucht, 1717
- Achilles, 1719
- Edipus, 1720
- Arzaces of 't edelmoedig verraad, 1722
- Proeve van taal- en dichtkunde, 1730
- Hekeldichten, brieven en dichtkunst van Horatius, 1737
- Brieven van P.C. Hooft', 1738